# Tyler Hansbrough
Andrew Tyler Hansbrough, est un joueur américain de basket-ball né le 3 novembre 1985 à Columbia, Missouri. Il évolue au poste d'ailier fort.

## Carrière
Il passe quatre ans à l'université de la Caroline du Nord à Chapel Hill de 2005 à 2009 et joue pour l'équipe des Tar Heels. Il est nommé unanimement durant les 4 saisons dans l'équipe type de la Atlantic Coast Conference, conférence où évoluent les Tar Heels. En 2008, il reçoit le trophée Naismith College Player of the Year.
C'est en juillet 2009 qu'il se présente à la Draft de la NBA. Il est choisi en 13e position du premier tour de la Draft 2009 de la NBA par les Pacers de l'Indiana.
Lors de la saison 2012-13, son frère Ben le rejoint chez les Pacers.
Après quatre saisons avec Indiana, Tyler Hansbrough est laissé libre. Quelques jours plus tard, il signe un contrat de deux ans avec les Raptors de Toronto.
Le 21 juillet 2015, il signe aux Hornets de Charlotte pour un an.
En mars 2017, il rejoint les Mad Ants de Fort Wayne.
Il effectue la saison 2017-2018 dans le championnat chinois avec les Guangzhou Loong Lions.
En octobre 2018, il rejoint les Zhejiang Golden Bulls pour la saison 2018-2019.
En novembre 2019, il reste en Chine et va faire la saison 2019-2020 avec les Sichuan Blue Whales. En octobre 2020, il signe pour une seconde saison avec les Whales mais n'apparait dans aucune rencontre avant de prendre sa retraite.

## Clubs
- 2009-2013 :  Pacers de l'Indiana (NBA)
- 2013-2015 :  Raptors de Toronto (NBA)
- 2015-2016 :  Hornets de Charlotte (NBA)
- 2016-2017 :  Mad Ants de Fort Wayne (D-League)
- 2017-2018 :  Guangzhou Loong Lions (CBA)
- 2018-2019 :  Zhejiang Golden Bulls (CBA)
- 2019-2020 :  Sichuan Blue Whales (CBA)

## Records personnels sur une rencontre NBA
Les records personnels de Tyler Hansbrough, officiellement recensés par la NBA sont les suivants :
| Type de statistique        | Saison régulière | Saison régulière                         | Saison régulière                | Playoffs | Playoffs           | Playoffs      |
| Type de statistique        | Record           | Adversaire                               | Date                            | Record   | Adversaire         | Date          |
| -------------------------- | ---------------- | ---------------------------------------- | ------------------------------- | -------- | ------------------ | ------------- |
| Points                     | 30               | Knicks de New York                       | 15 mars 2011                    | 22       | @ Bulls de Chicago | 16 avril 2011 |
| Paniers marqués            | 12               | 3 fois                                   |                                 | 10       | @ Bulls de Chicago | 16 avril 2011 |
| Paniers tentés             | 20               | Hawks d'Atlanta @ Knicks de New York     | 26 décembre 2009 13 mars 2011   | 19       | @ Bulls de Chicago | 16 avril 2011 |
| Paniers à 3 points réussis | 1                | Hornets de Charlotte                     | 8 janvier 2015                  |          |                    |               |
| Paniers à 3 points tentés  | 2                | Thunder d'Oklahoma City Hawks d'Atlanta  | 4 novembre 2014 16 janvier 2015 |          |                    |               |
| Lancers francs réussis     | 11               | Trail Blazers de Portland Jazz de l'Utah | 4 février 2011 9 novembre 2013  | 8        | @ Bulls de Chicago | 26 avril 2011 |
| Lancers francs tentés      | 13               | Jazz de l'Utah                           | 9 novembre 2013                 | 9        | @ Bulls de Chicago | 26 avril 2011 |
| Rebonds offensifs          | 9                | Magic d'Orlando                          | 19 mars 2013                    | 5        | Hawks d'Atlanta    | 21 avril 2013 |
| Rebonds défensifs          | 9                | 3 fois                                   |                                 | 7        | @ Bulls de Chicago | 26 avril 2011 |
| Rebonds totaux             | 14               | Magic d'Orlando                          | 19 mars 2013                    | 11       | @ Bulls de Chicago | 26 avril 2011 |
| Passes décisives           | 3                | 8 fois                                   |                                 | 2        | 5 fois             |               |
| Interceptions              | 3                | 9 fois                                   |                                 | 3        | Magic d'Orlando    | 30 avril 2012 |
| Contres                    | 3                | Celtics de Boston                        | 30 octobre 2013                 | 1        | 4 fois             |               |
| Balles perdues             | 5                | @ Knicks de New York                     | 14 avril 2013                   | 4        | @ Bulls de Chicago | 26 avril 2011 |
| Minutes jouées             | 40               | @ Knicks de New York                     | 13 mars 2011                    | 40       | @ Bulls de Chicago | 18 avril 2011 |

- Double-double : 22 (dont 1 en playoffs) (au terme de la saison 2014/2015)
- Triple-double : aucun.

## Palmarès

### En club
- Champion de la Division Centrale en 2013 avec les Pacers de l'Indiana.
- NCAA champion (2009)

### Distinctions personnelles
- National college player of the year (2008)
- 3× Consensus first-team All-American (2007–2009)
- Consensus second-team All-American (2006)
- ACC Player of the Year (2008)
- 4× First-team All-ACC (2006–2009)
- ACC Rookie of the Year (2006)
- McDonald's All-American (2005)